# Sebastião Gaspar de Almeida Boto
Sebastião Gaspar de Almeida Boto (Sergipe, 17 de setembro de 1802 — São Cristóvão, 31 de maio de 1884) foi um militar e político brasileiro.
Foi vice-presidente da província de Sergipe, tendo assumido a presidência interinamente cinco vezes, de 19 de outubro a 6 de dezembro de 1835, de 5 de agosto a 8 de setembro de 1836, de 23 de março de 1838 a 21 de janeiro de 1839, de 28 de março a 23 de julho de 1839, e de 19 de dezembro de 1841 a 28 de dezembro de 1842.